# Amulius (genus)
Amulius is een geslacht van wantsen uit de familie van de Reduviidae (Roofwantsen). Het geslacht werd voor het eerst wetenschappelijk beschreven door Carl Stål in 1866.

## Soorten
Het genus bevat de volgende soorten:

- Amulius armillatus Breddin, 1900
- Amulius bipustulatus Bergroth, 1913
- Amulius confragosus Distant, 1919
- Amulius immaculatus Miller, 1955
- Amulius longiceps Stål, 1866
- Amulius malayus Stål, 1866
- Amulius quadripunctatus (Stål, 1859)
- Amulius rubrifemur Breddin, 1895
- Amulius sumatranus Roepke, 1932
- Amulius viscus Distant, 1911